# Tursunoi Saidazimova
Tursunoi Saidazimova (rus: Турсуной Саидазимова)  (Taixkent, 1911 - Bukharà, 19 de maig de 1928) va ser una de les primeres actrius de la República Socialista Soviètica de l'Uzbekistan i, a més, de les primeres a cantar en públic sense vel. Va ser assassinada pel seu marit en un crim d'honor tot just iniciada la seva carrera.

## Carrera
El 1926, a Taixkent, va conèixer en Hamza Niyazi, de qui es va fer amiga i que la va convèncer per a provar l'òpera. Del 1925 al 1927, va estudiar a l'Estudi Uzbek de Teatre a Moscou i va ser aprenent del mateix Niyazi. D'aleshores en endavant, va fer d'actriu a la Unió de Teatre de l'Estat Uzbek, i introduïa fragments de cant en moltes actuacions. Les seves companyes d'escenari l'anomenaven «el Rossinyol Uzbek» per la seva bella veu i el talent per a cantar que tenia.

## Assassinat i màrtir
Va ser morta pel seu espòs per pressió de la família d'ell, que considerava una deshonra que hagués actuat sense el vel islàmic el 1928, quan encara era una adolescent. La seva partida va doldre profundament a la comunitat teatròfila uzbeka. De fet, el seu mestre i amic Nizayi va escriure-li una elegia i en llegir-la al funeral, va fer plorar força persones. El poema en commemorava la mort i es referia a Saidazimova com una màrtir de les arts.
El seu assassinat és recordat encara mitja centúria després i hi ha hagut esforços per a preservar-ne la memòria. Malgrat que la seva col·lega Nurkhon Iuldaxkhojaieva va patir una mort similar i va ser condemnada amb damnatio memoriae, Saidazimova roman en l'imaginari col·lectiu i contra tot pronòstic el seu nom és present en els cercles de teatre en uzbek; en part, mercès a la popularitat del poema Tursunoi Marsiyasi de Niyazi, que explica la seva història precisament com a màrtir.